# Harvey Milk
Harvey Bernard Milk (Woodmere, 1930. május 22. – San Francisco, 1978. november 27.) amerikai politikus, melegjogi aktivista. 1978-ban egy kollégája meggyilkolta, emiatt gyakran a „melegmozgalom mártírjaként” emlegetik.

## Élete
Milk a New York állam beli Woodmere-ben született litván zsidó családba. Középiskolai tanulmányait a Bay Shore Gimnáziumban végezte. Ezután a New York-i Állami Tanárképző Főiskolán matematikatanárnak tanult. Az iskola elvégzése után bevonult katonának, a koreai háborúban a haditengerészetnél szolgált. Leszerelése után a George W. Hewlett Gimnáziumban kezdett tanítani. 1956-ban ismerkedett meg Joe Campbellel, akivel hat éven keresztül élt együtt. 1962-ben Milk kikezdett Craig Rodwellel, a Mattachine Society egyik aktivistájával. A kapcsolat nem sokáig tartott, Milk nem nézte ui. jó szemmel Rodwell melegjogi aktivizmusát. Ez alatt az idő alatt többször váltott munkahelyet: dolgozott aktuáriusként, biztosítási ügynökként és kutatóként is.
1969-ben San Franciscóba költözött. Három évvel később fényképezőgépboltot nyitott a Castro Streeten. Miután vállalkozása kapcsán gyakran összetűzésbe került a különböző hatóságokkal, úgy döntött, hogy politikusként méretteti meg magát. Bár a pártoktól és hivatásos politikusoktól nem sok segítséget kapott, az 1973-as önkormányzati választásokon 16 900 szavazatot nyert, ezzel a 32 jelölt közül a tizedik lett. 1975-ben újra indult a képviselőségért, immár komoly támogatókat tudva maga mögött a Castro negyed helyi vállalkozói és a szakszervezeti mozgalom tagjai közül. Bár megint nem választották meg, miután a politikai szövetségesének számító George Mosconét polgármesterré választották, ő is állást kapott a város vezetésében.

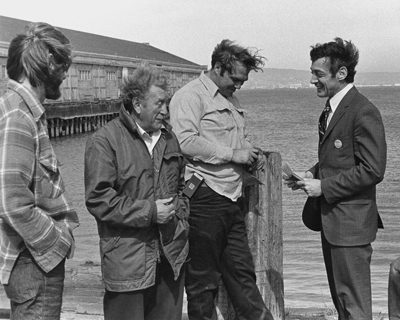
Milk (a jobb oldalon) az 1976-os képviselőházi választás kampányában

Milk azonban elégedetlen volt az eredménnyel, és egy évvel később, 1976-ban már Kalifornia állam képviselőházába tartott. A kampány során saját politikai szervezetet hozott létre San Franciscói Meleg Demokrata Klub néven. Bár a megmérettetésben ismét alul maradt, mindössze 4000 szavazattal kapott ki. A kampány során számos halálos fenyegetést kapott, ennek kapcsán mondta azóta szállóigévé vált mondatát: „If a bullet should enter my brain, let that bullet destroy every closet door” (magyarul: Ha egy golyó egyszer kilyukasztja az agyam, az a golyó törjön össze minden hálószobaajtót!). Az 1977-es önkormányzati választásban a szervezettebb politikai kampány meghozta számára a vágyott eredményt, beválasztották a városi közgyűlésbe. Több mint 30%-ot vert rá a második helyen befutott jelöltre.
Képviselőként Milk számos melegeket érintő kezdeményezés élére állt: az ő képviselősége alatt fogadták el a szexuális irányultság szerinti hátrányos megkülönböztetés tilalmát kimondó jogszabályokat a munkavállalás és a lakhatás területén, és kampány indult annak érdekében, hogy minél több homoszexuális ember jelentkezzen rendőrnek. A helyi politikán túlmutató ismertségre azzal tett szert, hogy erősen támadta a meleg tanárok elbocsátását előíró népszavazási kezdeményezést, az ún. Briggs-indítványt. A kampány nem várt sikereket hozott számára, több mint egy millióval többen szavaztak a kezdeményezés ellen, mint mellette.
1978. november 28-án Dan White, a tisztségéről néhány nappal korábban lemondott konzervatív önkormányzati képviselő a városházán agyonlőtte George Moscone polgármestert és Harvey Milk képviselőt. A gyilkosságot követően több mint harmincezren vonultak fel San Francisco utcáin az áldozatokra emlékezve.

## Öröksége

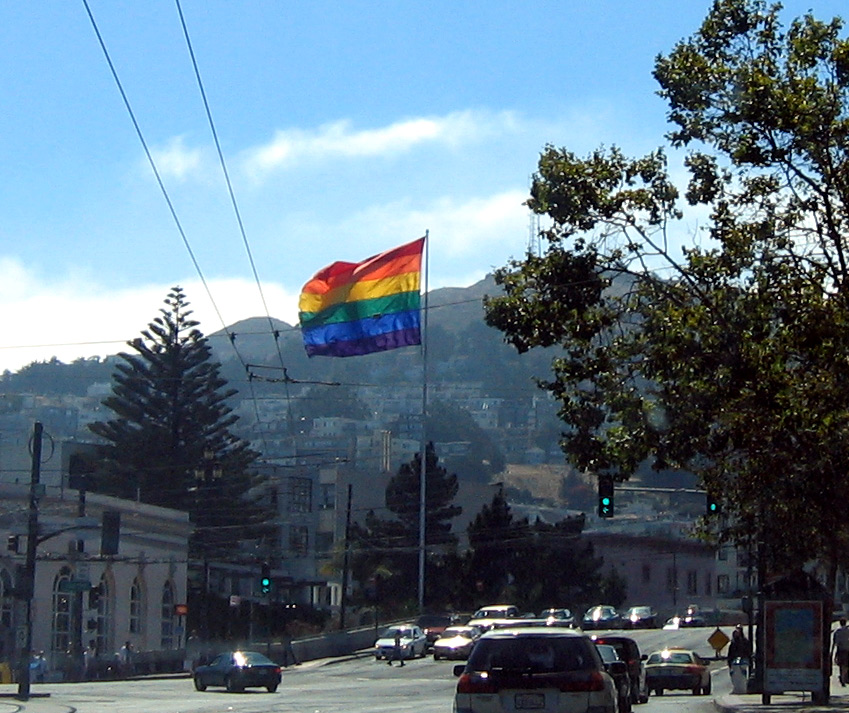
Szivárványzászló a Harvey Milk Plazan

Milk nevét több közterület is viseli San Franciscóban, ezek közül a leghíresebb a Harvey Milk Plaza, amelyen az év 365 napján óriási szivárványzászló lobog. A Milk által alapított politikai csoport, a San Franciscói Meleg Demokrata Klub 1978-ban felvette alapítója nevét. Ma ez a legnagyobb demokrata csoport San Franciscóban. Emlékére minden évben megrendezik a Harvey Milk Emlékmenetet. A Time 1999-ben felvette a 20. század legnagyobb hőseit számba vevő listájára.
Az 1984-ben forgatott The Times of Harvey Milk c. dokumentumfilmet Oscar-díjjal jutalmazták. Életéből 1991-ben musical, 1996-ban opera készült. 2008-ban Gus Van Sant Milk címmel forgatott róla filmet, a főszerepet Sean Penn játszotta. Az alkotást nyolc Oscar-díjra jelölték, ezek közül kettőt (legjobb forgatókönyv, legjobb férfi főszereplő) meg is nyert.